# Liste der Nummer-eins-Hits in den britischen Charts (2000)
Dies ist eine Liste der Nummer-eins-Hits in den britischen Charts im Jahr 2000. Sie basiert auf den Official Singles Chart Top 100 und den Albums Chart Top 100, die vom Chart Information Network ermittelt wurden. Es gab in diesem Jahr 43 Nummer-eins-Singles und 24 Nummer-eins-Alben.

## Singles
| ← 1999 ← | Liste der Nummer-eins-Hits in den britischen Charts | Liste der Nummer-eins-Hits in den britischen Charts | Liste der Nummer-eins-Hits in den britischen Charts | 2001 → |
| \| Zeitraum \| Wo. ges. \| Interpret \| Titel Autor(en) \| Zusätzliche Informationen \| \| (Zeitraum, Wochen auf Platz eins, Interpret, Titel, Autor[en], zusätzliche Informationen) \| \| \| \| \| \| ----------------------------------------------------------------------------------------- \| -------- \| ------------------------- \| --------------------------------------------------------------------------------------------------------------------------------------------------------------------------------------- \| -------------------------------------------------------------------------------------------------------------------------------------------------------------------------- \| \| 19. Dezember 1999 – 15. Januar 2000 4 Wochen \| 4 \| Westlife \| I Have a Dream / Seasons in the Sun Benny Goran Bror Andersson, Björn K. Ulvaeus / Jacques Romain Brel; englischer Text: Rod McKuen \| – \| \| 16. Januar 2000 – 22. Januar 2000 1 Woche \| 1 \| Manic Street Preachers \| The Masses Against the Classes James Dean Bradfield, Nicholas Allen Jones, Sean Anthony Moore \| – \| \| 23. Januar 2000 – 29. Januar 2000 1 Woche \| 1 \| Britney Spears \| Born to Make You Happy Kristian Carl Marcus Lundin, Andreas Mikael Carlsson \| – \| \| 30. Januar 2000 – 12. Februar 2000 2 Wochen \| 2 \| Gabrielle \| Rise Bob Dylan, Louisa Gabriella Bobb, Oliver Dagois, Ferdy Unger Hamilton \| – \| \| 13. Februar 2000 – 19. Februar 2000 1 Woche \| 1 \| Oasis \| Go Let It Out Noel Thomas Gallagher \| – \| \| 20. Februar 2000 – 4. März 2000 2 Wochen \| 2 \| All Saints \| Pure Shores William Orbit, Shaznay Lewis, Susannah Kay Melvoin \| – \| \| 5. März 2000 – 11. März 2000 1 Woche \| 1 \| Madonna \| American Pie Donald McLean \| – \| \| 12. März 2000 – 18. März 2000 1 Woche \| 1 \| Chicane feat. Bryan Adams \| Don’t Give Up Bryan Adams, Raymond George Hedges, Nicholas Bracegirdle \| – \| \| 19. März 2000 – 25. März 2000 1 Woche \| 1 \| Geri Halliwell \| Bag It Up Paul David Wilson, Andy Watkins, Geri Halliwell \| – \| \| 26. März 2000 – 1. April 2000 1 Woche \| 1 \| Melanie C & Lisa Lopes \| Never Be the Same Again James Everette Lawrence, Melanie Jayne Chisholm, Lisa Nicole Lopes, Paul F. Cruz, Lorenzo Martin \| – \| \| 2. April 2000 – 8. April 2000 1 Woche \| 1 \| Westlife \| Fool Again Jörgen Kjell Aake Elofsson, David Bengt Kreuger, Per Olof Magnusson \| – \| \| 9. April 2000 – 15. April 2000 1 Woche \| 1 \| Craig David \| Fill Me In Craig Ashley David, Mark Leslie Hill \| – \| \| 16. April 2000 – 29. April 2000 2 Wochen \| 2 \| Fragma \| Toca’s Miracle Ramon Zenker, Dirk Duderstadt, Marco Duderstadt, Victor A. Imbres, Robert Berkeley Davis \| – \| \| 30. April 2000 – 6. Mai 2000 1 Woche \| 1 \| Oxide & Neutrino \| Bound 4 Da Reload (Casualty) Kenneth Freeman \| – \| \| 7. Mai 2000 – 13. Mai 2000 1 Woche \| 1 \| Britney Spears \| Oops!… I Did It Again Martin Karl Sandberg, Rami Yacoub \| – \| \| 14. Mai 2000 – 20. Mai 2000 1 Woche \| 1 \| Madison Avenue \| Don’t Call Me Baby Andrew Alphonse van Dorsselaer, April-Cheyne M. Coates, Duane William M. Morrison, Olivier Jean-Jacques Adams, Maurice Joseph Francois Engelen, Joanne Ruth Humphris \| – \| \| 21. Mai 2000 – 27. Mai 2000 1 Woche \| 1 \| Billie Piper \| Day & Night Eliot John Kennedy, Timothy John Lever, Mark Arthur Crawley, Michael David Percy, Billie Piper \| – \| \| 28. Mai 2000 – 17. Juni 2000 3 Wochen \| 3 \| Sonique \| It Feels so Good Linus Christopher Burdick, Sonia Marina Clarke, Simon John Belofsky, Graeme Louis Michael Pleeth \| – \| \| 18. Juni 2000 – 24. Juni 2000 1 Woche \| 1 \| Black Legend \| You See the Trouble with Me Barry Eugene White, Ray Erskine Parker \| – \| \| 25. Juni 2000 – 1. Juli 2000 1 Woche \| 1 \| Kylie Minogue \| Spinning Around Paula J. Abdul, Osborne Gould Bingham Jr., Kara E. DioGuardi, Ira Steven Schickman \| – \| \| 2. Juli 2000 – 8. Juli 2000 1 Woche \| 1 \| Eminem \| The Real Slim Shady Andre Romelle Young, Marshall B. Mathers, Tommy Coster, Michael J. Elizondo Jr. \| – \| \| 9. Juli 2000 – 15. Juli 2000 1 Woche \| 1 \| The Corrs \| Breathless Robert John Lange, Andrea Jane Corr, Sharon Helga Corr, Caroline Georgina Corr, James Corr \| – \| \| 16. Juli 2000 – 22. Juli 2000 1 Woche \| 1 \| Ronan Keating \| Life Is a Rollercoaster Richard W. Nowels Jr., Gregg Alexander \| – \| \| 23. Juli 2000 – 29. Juli 2000 1 Woche \| 1 \| Five & Queen \| We Will Rock You Brian Harold May \| – \| \| 30. Juli 2000 – 5. August 2000 1 Woche \| 1 \| Craig David \| 7 Days Mark Leslie Hill, Craig Ashley David, Darren John Hill \| – \| \| 6. August 2000 – 12. August 2000 1 Woche \| 1 \| Robbie Williams \| Rock DJ Robert Peter Williams, Guy Anthony Chambers, Kelvin Andrews, Nelson R. Pigford, Ekundayo Paris \| – \| \| 13. August 2000 – 19. August 2000 1 Woche \| 1 \| Melanie C \| I Turn to You Melanie Chisholm, Richard W. Nowels Jr., Billy Steinberg \| – \| \| 20. August 2000 – 26. August 2000 1 Woche \| 1 \| Spiller \| Groovejet (If This Ain’t Love) Ronald Benjamin Walker, Vincent Montana Jr., Cristiano Spiller \| – \| \| 27. August 2000 – 2. September 2000 1 Woche \| 1 \| Madonna \| Music Perry L. Kibble, Janice Marie Johnson, Madonna Louise Ciccone, Mirwais Ahmadzai \| – \| \| 3. September 2000 – 9. September 2000 1 Woche \| 1 \| A1 \| Take on Me Pål Waaktaar-Savoy, Morten Harket, Magne Furuholmen \| – \| \| 10. September 2000 – 23. September 2000 2 Wochen \| 2 \| Modjo \| Lady (Hear Me Tonight) Yann Destagnol, Romain Tranchart, Nile Gregory Rodgers, Bernard Edwards \| – \| \| 24. September 2000 – 7. Oktober 2000 2 Wochen \| 2 \| Mariah Carey & Westlife \| Against All Odds (Take a Look at Me Now) Phil Collins \| – \| \| 8. Oktober 2000 – 14. Oktober 2000 1 Woche \| 1 \| All Saints \| Black Coffee Kirsty Elizabeth, Thomas Mark Harmer Nichols, Alexander Soos \| – \| \| 15. Oktober 2000 – 21. Oktober 2000 1 Woche \| 1 \| U2 \| Beautiful Day Paul David Hewson, David Evans, Larry Mullen, Adam Clayton \| – \| \| 22. Oktober 2000 – 28. Oktober 2000 1 Woche \| 1 \| Steps \| Stomp Mark Topham, Karl Twigg, Rita Campbell, Bernard Edwards, Nile Gregory Rodgers \| – \| \| 29. Oktober 2000 – 4. November 2000 1 Woche \| 1 \| Spice Girls \| Holler / Let Love Lead the Way Rodney Jerkins, Fred Jerkins III, Melanie Janine Brown, Emma Lee Bunton, Melanie Jayne Chisholm, LaShawn Ameen Daniels, Victoria Caroline Beckham \| Für die Spice Girls ist dies bereits der 9. Nummer-eins-Hit im Vereinigten Königreich, womit sie die Girlgroup mit den meisten Nummer-eins-Hits in Großbritannien sind.[1] \| \| 5. November 2000 – 11. November 2000 1 Woche \| 1 \| Westlife \| My Love Will Jennings, James Horner \| – \| \| 12. November 2000 – 18. November 2000 1 Woche \| 1 \| A1 \| Same Old Brand New You Benjamin Stevens Adams, Christian Ingebrigtsen, Eric Foster White, Mark Daniel Read \| – \| \| 19. November 2000 – 25. November 2000 1 Woche \| 1 \| LeAnn Rimes \| Can’t Fight the Moonlight Diane Eve Warren \| – \| \| 26. November 2000 – 2. Dezember 2000 1 Woche \| 1 \| Destiny’s Child \| Independent Women Part I Samuel J. Barnes, Jean Claude Olivier, Mark Cory Rooney, Beyoncé Giselle Knowles \| – \| \| 3. Dezember 2000 – 9. Dezember 2000 1 Woche \| 1 \| S Club 7 \| Never Had a Dream Come True Catherine Roseanne Dennis, Simon Peter Ellis \| – \| \| 10. Dezember 2000 – 16. Dezember 2000 1 Woche \| 1 \| Eminem feat. Dido \| Stan Dido Armstrong, Paul Philip Herman, Marshall B. Mathers \| – \| \| 17. Dezember 2000 – 6. Januar 2001 3 Wochen \| 3 \| Bob the Builder \| Can We Fix It Paul Kevin Joyce \| – \| |                                                     |                                                     | | |
| ← 1999 |                                                     |                                                     | | → 2001 → |
| Zeitraum | Wo. ges.                                            | Interpret                                           | Titel Autor(en) | Zusätzliche Informationen |
| (Zeitraum, Wochen auf Platz eins, Interpret, Titel, Autor[en], zusätzliche Informationen) |                                                     |                                                     | | |
| 19. Dezember 1999 – 15. Januar 2000 4 Wochen | 4                                                   | Westlife                                            | I Have a Dream / Seasons in the Sun Benny Goran Bror Andersson, Björn K. Ulvaeus / Jacques Romain Brel; englischer Text: Rod McKuen                                                     | – |
| 16. Januar 2000 – 22. Januar 2000 1 Woche | 1                                                   | Manic Street Preachers                              | The Masses Against the Classes James Dean Bradfield, Nicholas Allen Jones, Sean Anthony Moore                                                                                           | – |
| 23. Januar 2000 – 29. Januar 2000 1 Woche | 1                                                   | Britney Spears                                      | Born to Make You Happy Kristian Carl Marcus Lundin, Andreas Mikael Carlsson | – |
| 30. Januar 2000 – 12. Februar 2000 2 Wochen | 2                                                   | Gabrielle                                           | Rise Bob Dylan, Louisa Gabriella Bobb, Oliver Dagois, Ferdy Unger Hamilton | – |
| 13. Februar 2000 – 19. Februar 2000 1 Woche | 1                                                   | Oasis                                               | Go Let It Out Noel Thomas Gallagher | – |
| 20. Februar 2000 – 4. März 2000 2 Wochen | 2                                                   | All Saints                                          | Pure Shores William Orbit, Shaznay Lewis, Susannah Kay Melvoin | – |
| 5. März 2000 – 11. März 2000 1 Woche | 1                                                   | Madonna                                             | American Pie Donald McLean | – |
| 12. März 2000 – 18. März 2000 1 Woche | 1                                                   | Chicane feat. Bryan Adams                           | Don’t Give Up Bryan Adams, Raymond George Hedges, Nicholas Bracegirdle | – |
| 19. März 2000 – 25. März 2000 1 Woche | 1                                                   | Geri Halliwell                                      | Bag It Up Paul David Wilson, Andy Watkins, Geri Halliwell | – |
| 26. März 2000 – 1. April 2000 1 Woche | 1                                                   | Melanie C & Lisa Lopes                              | Never Be the Same Again James Everette Lawrence, Melanie Jayne Chisholm, Lisa Nicole Lopes, Paul F. Cruz, Lorenzo Martin                                                                | – |
| 2. April 2000 – 8. April 2000 1 Woche | 1                                                   | Westlife                                            | Fool Again Jörgen Kjell Aake Elofsson, David Bengt Kreuger, Per Olof Magnusson | – |
| 9. April 2000 – 15. April 2000 1 Woche | 1                                                   | Craig David                                         | Fill Me In Craig Ashley David, Mark Leslie Hill | – |
| 16. April 2000 – 29. April 2000 2 Wochen | 2                                                   | Fragma                                              | Toca’s Miracle Ramon Zenker, Dirk Duderstadt, Marco Duderstadt, Victor A. Imbres, Robert Berkeley Davis                                                                                 | – |
| 30. April 2000 – 6. Mai 2000 1 Woche | 1                                                   | Oxide & Neutrino                                    | Bound 4 Da Reload (Casualty) Kenneth Freeman | – |
| 7. Mai 2000 – 13. Mai 2000 1 Woche | 1                                                   | Britney Spears                                      | Oops!… I Did It Again Martin Karl Sandberg, Rami Yacoub | – |
| 14. Mai 2000 – 20. Mai 2000 1 Woche | 1                                                   | Madison Avenue                                      | Don’t Call Me Baby Andrew Alphonse van Dorsselaer, April-Cheyne M. Coates, Duane William M. Morrison, Olivier Jean-Jacques Adams, Maurice Joseph Francois Engelen, Joanne Ruth Humphris | – |
| 21. Mai 2000 – 27. Mai 2000 1 Woche | 1                                                   | Billie Piper                                        | Day & Night Eliot John Kennedy, Timothy John Lever, Mark Arthur Crawley, Michael David Percy, Billie Piper                                                                              | – |
| 28. Mai 2000 – 17. Juni 2000 3 Wochen | 3                                                   | Sonique                                             | It Feels so Good Linus Christopher Burdick, Sonia Marina Clarke, Simon John Belofsky, Graeme Louis Michael Pleeth                                                                       | – |
| 18. Juni 2000 – 24. Juni 2000 1 Woche | 1                                                   | Black Legend                                        | You See the Trouble with Me Barry Eugene White, Ray Erskine Parker | – |
| 25. Juni 2000 – 1. Juli 2000 1 Woche | 1                                                   | Kylie Minogue                                       | Spinning Around Paula J. Abdul, Osborne Gould Bingham Jr., Kara E. DioGuardi, Ira Steven Schickman                                                                                      | – |
| 2. Juli 2000 – 8. Juli 2000 1 Woche | 1                                                   | Eminem                                              | The Real Slim Shady Andre Romelle Young, Marshall B. Mathers, Tommy Coster, Michael J. Elizondo Jr.                                                                                     | – |
| 9. Juli 2000 – 15. Juli 2000 1 Woche | 1                                                   | The Corrs                                           | Breathless Robert John Lange, Andrea Jane Corr, Sharon Helga Corr, Caroline Georgina Corr, James Corr                                                                                   | – |
| 16. Juli 2000 – 22. Juli 2000 1 Woche | 1                                                   | Ronan Keating                                       | Life Is a Rollercoaster Richard W. Nowels Jr., Gregg Alexander | – |
| 23. Juli 2000 – 29. Juli 2000 1 Woche | 1                                                   | Five & Queen                                        | We Will Rock You Brian Harold May | – |
| 30. Juli 2000 – 5. August 2000 1 Woche | 1                                                   | Craig David                                         | 7 Days Mark Leslie Hill, Craig Ashley David, Darren John Hill | – |
| 6. August 2000 – 12. August 2000 1 Woche | 1                                                   | Robbie Williams                                     | Rock DJ Robert Peter Williams, Guy Anthony Chambers, Kelvin Andrews, Nelson R. Pigford, Ekundayo Paris                                                                                  | – |
| 13. August 2000 – 19. August 2000 1 Woche | 1                                                   | Melanie C                                           | I Turn to You Melanie Chisholm, Richard W. Nowels Jr., Billy Steinberg | – |
| 20. August 2000 – 26. August 2000 1 Woche | 1                                                   | Spiller                                             | Groovejet (If This Ain’t Love) Ronald Benjamin Walker, Vincent Montana Jr., Cristiano Spiller                                                                                           | – |
| 27. August 2000 – 2. September 2000 1 Woche | 1                                                   | Madonna                                             | Music Perry L. Kibble, Janice Marie Johnson, Madonna Louise Ciccone, Mirwais Ahmadzai                                                                                                   | – |
| 3. September 2000 – 9. September 2000 1 Woche | 1                                                   | A1                                                  | Take on Me Pål Waaktaar-Savoy, Morten Harket, Magne Furuholmen | – |
| 10. September 2000 – 23. September 2000 2 Wochen | 2                                                   | Modjo                                               | Lady (Hear Me Tonight) Yann Destagnol, Romain Tranchart, Nile Gregory Rodgers, Bernard Edwards                                                                                          | – |
| 24. September 2000 – 7. Oktober 2000 2 Wochen | 2                                                   | Mariah Carey & Westlife                             | Against All Odds (Take a Look at Me Now) Phil Collins | – |
| 8. Oktober 2000 – 14. Oktober 2000 1 Woche | 1                                                   | All Saints                                          | Black Coffee Kirsty Elizabeth, Thomas Mark Harmer Nichols, Alexander Soos | – |
| 15. Oktober 2000 – 21. Oktober 2000 1 Woche | 1                                                   | U2                                                  | Beautiful Day Paul David Hewson, David Evans, Larry Mullen, Adam Clayton | – |
| 22. Oktober 2000 – 28. Oktober 2000 1 Woche | 1                                                   | Steps                                               | Stomp Mark Topham, Karl Twigg, Rita Campbell, Bernard Edwards, Nile Gregory Rodgers | – |
| 29. Oktober 2000 – 4. November 2000 1 Woche | 1                                                   | Spice Girls                                         | Holler / Let Love Lead the Way Rodney Jerkins, Fred Jerkins III, Melanie Janine Brown, Emma Lee Bunton, Melanie Jayne Chisholm, LaShawn Ameen Daniels, Victoria Caroline Beckham        | Für die Spice Girls ist dies bereits der 9. Nummer-eins-Hit im Vereinigten Königreich, womit sie die Girlgroup mit den meisten Nummer-eins-Hits in Großbritannien sind. |
| 5. November 2000 – 11. November 2000 1 Woche | 1                                                   | Westlife                                            | My Love Will Jennings, James Horner | – |
| 12. November 2000 – 18. November 2000 1 Woche | 1                                                   | A1                                                  | Same Old Brand New You Benjamin Stevens Adams, Christian Ingebrigtsen, Eric Foster White, Mark Daniel Read                                                                              | – |
| 19. November 2000 – 25. November 2000 1 Woche | 1                                                   | LeAnn Rimes                                         | Can’t Fight the Moonlight Diane Eve Warren | – |
| 26. November 2000 – 2. Dezember 2000 1 Woche | 1                                                   | Destiny’s Child                                     | Independent Women Part I Samuel J. Barnes, Jean Claude Olivier, Mark Cory Rooney, Beyoncé Giselle Knowles                                                                               | – |
| 3. Dezember 2000 – 9. Dezember 2000 1 Woche | 1                                                   | S Club 7                                            | Never Had a Dream Come True Catherine Roseanne Dennis, Simon Peter Ellis | – |
| 10. Dezember 2000 – 16. Dezember 2000 1 Woche | 1                                                   | Eminem feat. Dido                                   | Stan Dido Armstrong, Paul Philip Herman, Marshall B. Mathers | – |
| 17. Dezember 2000 – 6. Januar 2001 3 Wochen | 3                                                   | Bob the Builder                                     | Can We Fix It Paul Kevin Joyce | – |

## Alben
| ← 1999 ← | Liste der Nummer-eins-Hits in den britischen Charts | Liste der Nummer-eins-Hits in den britischen Charts | Liste der Nummer-eins-Hits in den britischen Charts | 2001 →                    |
| \| Zeitraum \| Wo. ges. \| Interpret \| Titel \| Zusätzliche Informationen \| \| (Zeitraum, Wochen auf Platz eins, Interpret, Titel, zusätzliche Informationen) \| \| \| \| \| \| ------------------------------------------------------------------------------ \| -------- \| ---------------- \| ---------------------------------- \| ------------------------- \| \| 5. Dezember 1999 – 8. Januar 2000 5 Wochen (insgesamt 11) \| 11 \| Shania Twain \| Come On Over \| – \| \| 9. Januar 2000 – 12. Februar 2000 5 Wochen (insgesamt 9) \| 9 \| Travis \| The Man Who \| – \| \| 13. Februar 2000 – 3. März 2000 3 Wochen \| 3 \| Gabrielle \| Rise \| – \| \| 4. März 2000 – 11. März 2000 1 Woche \| 1 \| Oasis \| Standing on the Shoulder of Giants \| – \| \| 12. März 2000 – 25. März 2000 2 Wochen (insgesamt 9) \| 9 \| Travis \| The Man Who \| – \| \| 26. März 2000 – 8. April 2000 2 Wochen \| 2 \| Santana \| Supernatural \| – \| \| 9. April 2000 – 13. Mai 2000 5 Wochen \| 5 \| Moby \| Play \| – \| \| 14. Mai 2000 – 20. Mai 2000 1 Woche (insgesamt 3) \| 3 \| Tom Jones \| Reload \| – \| \| 21. Mai 2000 – 3. Juni 2000 2 Wochen \| 2 \| Whitney Houston \| Greatest Hits \| – \| \| 4. Juni 2000 – 10. Juni 2000 1 Woche \| 1 \| Bon Jovi \| Crush \| – \| \| 11. Juni 2000 – 17. Juni 2000 1 Woche (insgesamt 3) \| 3 \| Tom Jones \| Reload \| – \| \| 18. Juni 2000 – 24. Juni 2000 1 Woche \| 1 \| S Club 7 \| 7 \| – \| \| 25. Juni 2000 – 1. Juli 2000 1 Woche (insgesamt 2) \| 2 \| Eminem \| The Marshall Mathers LP \| – \| \| 2. Juli 2000 – 8. Juli 2000 1 Woche \| 1 \| Richard Ashcroft \| Alone with Everybody \| – \| \| 9. Juli 2000 – 15. Juli 2000 1 Woche (insgesamt 2) \| 2 \| Eminem \| The Marshall Mathers LP \| – \| \| 16. Juli 2000 – 22. Juli 2000 1 Woche \| 1 \| Coldplay \| Parachutes \| – \| \| 23. Juli 2000 – 5. August 2000 2 Wochen \| 2 \| The Corrs \| In Blue \| – \| \| 6. August 2000 – 19. August 2000 2 Wochen \| 2 \| Ronan Keating \| Ronan \| – \| \| 20. August 2000 – 2. September 2000 2 Wochen \| 2 \| Craig David \| Born to Do It \| – \| \| 3. September 2000 – 23. September 2000 3 Wochen \| 3 \| Robbie Williams \| Sing When You’re Winning \| – \| \| 24. September 2000 – 7. Oktober 2000 2 Wochen \| 2 \| Madonna \| Music \| – \| \| 8. Oktober 2000 – 21. Oktober 2000 2 Wochen \| 2 \| Radiohead \| Kid A \| – \| \| 22. Oktober 2000 – 28. Oktober 2000 1 Woche \| 1 \| All Saints \| Saints and Sinners \| – \| \| 29. Oktober 2000 – 4. November 2000 1 Woche (insgesamt 2) \| 2 \| Texas \| The Greatest Hits \| – \| \| 5. November 2000 – 11. November 2000 1 Woche \| 1 \| U2 \| All That You Can’t Leave Behind \| – \| \| 12. November 2000 – 18. November 2000 1 Woche \| 1 \| Westlife \| Coast to Coast \| – \| \| 19. November 2000 – 20. Januar 2001 9 Wochen \| 9 \| The Beatles \| 1 \| – \| |                                                     |                                                     |                                                     |                           |
| ← 1999 |                                                     |                                                     |                                                     | → 2001 →                  |
| Zeitraum | Wo. ges.                                            | Interpret                                           | Titel                                               | Zusätzliche Informationen |
| (Zeitraum, Wochen auf Platz eins, Interpret, Titel, zusätzliche Informationen) |                                                     |                                                     |                                                     |                           |
| 5. Dezember 1999 – 8. Januar 2000 5 Wochen (insgesamt 11) | 11                                                  | Shania Twain                                        | Come On Over                                        | –                         |
| 9. Januar 2000 – 12. Februar 2000 5 Wochen (insgesamt 9) | 9                                                   | Travis                                              | The Man Who                                         | –                         |
| 13. Februar 2000 – 3. März 2000 3 Wochen | 3                                                   | Gabrielle                                           | Rise                                                | –                         |
| 4. März 2000 – 11. März 2000 1 Woche | 1                                                   | Oasis                                               | Standing on the Shoulder of Giants                  | –                         |
| 12. März 2000 – 25. März 2000 2 Wochen (insgesamt 9) | 9                                                   | Travis                                              | The Man Who                                         | –                         |
| 26. März 2000 – 8. April 2000 2 Wochen | 2                                                   | Santana                                             | Supernatural                                        | –                         |
| 9. April 2000 – 13. Mai 2000 5 Wochen | 5                                                   | Moby                                                | Play                                                | –                         |
| 14. Mai 2000 – 20. Mai 2000 1 Woche (insgesamt 3) | 3                                                   | Tom Jones                                           | Reload                                              | –                         |
| 21. Mai 2000 – 3. Juni 2000 2 Wochen | 2                                                   | Whitney Houston                                     | Greatest Hits                                       | –                         |
| 4. Juni 2000 – 10. Juni 2000 1 Woche | 1                                                   | Bon Jovi                                            | Crush                                               | –                         |
| 11. Juni 2000 – 17. Juni 2000 1 Woche (insgesamt 3) | 3                                                   | Tom Jones                                           | Reload                                              | –                         |
| 18. Juni 2000 – 24. Juni 2000 1 Woche | 1                                                   | S Club 7                                            | 7                                                   | –                         |
| 25. Juni 2000 – 1. Juli 2000 1 Woche (insgesamt 2) | 2                                                   | Eminem                                              | The Marshall Mathers LP                             | –                         |
| 2. Juli 2000 – 8. Juli 2000 1 Woche | 1                                                   | Richard Ashcroft                                    | Alone with Everybody                                | –                         |
| 9. Juli 2000 – 15. Juli 2000 1 Woche (insgesamt 2) | 2                                                   | Eminem                                              | The Marshall Mathers LP                             | –                         |
| 16. Juli 2000 – 22. Juli 2000 1 Woche | 1                                                   | Coldplay                                            | Parachutes                                          | –                         |
| 23. Juli 2000 – 5. August 2000 2 Wochen | 2                                                   | The Corrs                                           | In Blue                                             | –                         |
| 6. August 2000 – 19. August 2000 2 Wochen | 2                                                   | Ronan Keating                                       | Ronan                                               | –                         |
| 20. August 2000 – 2. September 2000 2 Wochen | 2                                                   | Craig David                                         | Born to Do It                                       | –                         |
| 3. September 2000 – 23. September 2000 3 Wochen | 3                                                   | Robbie Williams                                     | Sing When You’re Winning                            | –                         |
| 24. September 2000 – 7. Oktober 2000 2 Wochen | 2                                                   | Madonna                                             | Music                                               | –                         |
| 8. Oktober 2000 – 21. Oktober 2000 2 Wochen | 2                                                   | Radiohead                                           | Kid A                                               | –                         |
| 22. Oktober 2000 – 28. Oktober 2000 1 Woche | 1                                                   | All Saints                                          | Saints and Sinners                                  | –                         |
| 29. Oktober 2000 – 4. November 2000 1 Woche (insgesamt 2) | 2                                                   | Texas                                               | The Greatest Hits                                   | –                         |
| 5. November 2000 – 11. November 2000 1 Woche | 1                                                   | U2                                                  | All That You Can’t Leave Behind                     | –                         |
| 12. November 2000 – 18. November 2000 1 Woche | 1                                                   | Westlife                                            | Coast to Coast                                      | –                         |
| 19. November 2000 – 20. Januar 2001 9 Wochen | 9                                                   | The Beatles                                         | 1                                                   | –                         |

Die Datumsangaben beziehen sich auf das Gültigkeitsdatum der Charts, also jeweils die auf die Verkaufswoche folgende Woche.

## Jahreshitparaden
| ← 1999 ← | Liste der Nummer-eins-Hits in den britischen Charts | Liste der Nummer-eins-Hits in den britischen Charts | Liste der Nummer-eins-Hits in den britischen Charts | 2001 →   |
| \| Singles \| Position# \| Alben \| \| ------------------------------------------------------------------------------------------------------------------------- \| --------- \| ---------------------------------------- \| \| Can We Fix It Bob the Builder Paul Kevin Joyce \| 1 \| 1 The Beatles \| \| Pure Shores All Saints William Orbit, Shaznay Lewis, Susannah Kay Melvoin \| 2 \| Sing When You’re Winning Robbie Williams \| \| It Feels so Good Sonique Linus Christopher Burdick, Sonia Marina Clarke, Simon John Belofsky, Graeme Louis Michael Pleeth \| 3 \| The Marshall Mathers LP Eminem \| \| Who Let the Dogs Out Baha Men Anslem Douglas \| 4 \| Coast to Coast Westlife \| \| Rock DJ Robbie Williams Robert Peter Williams, Guy Anthony Chambers, Kelvin Andrews, Nelson R. Pigford, Ekundayo Paris \| 5 \| Play Moby \| \| Stan Eminem feat. Dido Dido Armstrong, Paul Philip Herman, Marshall B. Mathers \| 6 \| Born to Do It Craig David \| \| Toca’s Miracle Fragma Ramon Zenker, Dirk Duderstadt, Marco Duderstadt, Victor A. Imbres, Robert Berkeley Davis \| 7 \| The Greatest Hits Texas \| \| Groovejet (If This Ain’t Love) Spiller Ronald Benjamin Walker, Vincent Montana Jr., Cristiano Spiller \| 8 \| Parachutes Coldplay \| \| Fill Me In Craig David Craig Ashley David, Mark Leslie Hill \| 9 \| Music Madonna \| \| Never Had a Dream Come True S Club 7 Catherine Roseanne Dennis, Simon Peter Ellis \| 10 \| White Ladder David Gray \| |                                                     |                                                     |                                                     |          |
| ← 1999 |                                                     |                                                     |                                                     | → 2001 → |
| Singles | Position#                                           | Alben                                               |                                                     |          |
| Can We Fix It Bob the Builder Paul Kevin Joyce | 1                                                   | 1 The Beatles                                       |                                                     |          |
| Pure Shores All Saints William Orbit, Shaznay Lewis, Susannah Kay Melvoin | 2                                                   | Sing When You’re Winning Robbie Williams            |                                                     |          |
| It Feels so Good Sonique Linus Christopher Burdick, Sonia Marina Clarke, Simon John Belofsky, Graeme Louis Michael Pleeth | 3                                                   | The Marshall Mathers LP Eminem                      |                                                     |          |
| Who Let the Dogs Out Baha Men Anslem Douglas | 4                                                   | Coast to Coast Westlife                             |                                                     |          |
| Rock DJ Robbie Williams Robert Peter Williams, Guy Anthony Chambers, Kelvin Andrews, Nelson R. Pigford, Ekundayo Paris | 5                                                   | Play Moby                                           |                                                     |          |
| Stan Eminem feat. Dido Dido Armstrong, Paul Philip Herman, Marshall B. Mathers | 6                                                   | Born to Do It Craig David                           |                                                     |          |
| Toca’s Miracle Fragma Ramon Zenker, Dirk Duderstadt, Marco Duderstadt, Victor A. Imbres, Robert Berkeley Davis | 7                                                   | The Greatest Hits Texas                             |                                                     |          |
| Groovejet (If This Ain’t Love) Spiller Ronald Benjamin Walker, Vincent Montana Jr., Cristiano Spiller | 8                                                   | Parachutes Coldplay                                 |                                                     |          |
| Fill Me In Craig David Craig Ashley David, Mark Leslie Hill | 9                                                   | Music Madonna                                       |                                                     |          |
| Never Had a Dream Come True S Club 7 Catherine Roseanne Dennis, Simon Peter Ellis | 10                                                  | White Ladder David Gray                             |                                                     |          |